# NGC 5695
NGC 5695 is een balkspiraalstelsel in het sterrenbeeld Ossenhoeder. Het hemelobject werd op 1 mei 1785 ontdekt door de Duits-Britse astronoom William Herschel.

## Synoniemen
- UGC 9421
- MCG 6-32-77
- MK 686
- ZWG 192.49
- IRAS 14353+3647
- PGC 52261